# Problemas em aberto da Química
Esta é uma lista de problemas em aberto da química. Há uma série de questões e problemas em aberto complexos em química e são uma área de pesquisa ativa. Estes problemas da química são considerados em aberto quando um especialista no campo o considera não resolvido ou quando vários especialistas no campo discordam sobre uma solução para um problema.

## Lista de problemas

### Química orgânica
- Qual é a origem da homoquiralidade nas biomoléculas?[1]
- As reações de substituição de sal de diazônio (desdiazotizações) sofrem predominantemente Sn1 ou um mecanismo radical?[2]

### Bioquímica
- Em cinética enzimática: Por que algumas enzimas exibem uma cinética mais rápida que a difusão?[3]
- É possível projetar enzimas altamente ativas de novo para qualquer reação desejada?[4]